# Dichecephala kristenseni
Dichecephala kristenseni är en skalbaggsart som beskrevs av Moser 1917. Dichecephala kristenseni ingår i släktet Dichecephala och familjen Melolonthidae. Inga underarter finns listade i Catalogue of Life.